# کلاته لاخی جدید
کلاته لاخی جدید، روستایی است از توابع بخش جلگه زوزن و در شهرستان خواف استان خراسان رضوی ایران.

## جمعیت
این روستا در دهستان کیبر قرار داشته و بر اساس سرشماری سال ۱۳۸۵ جمعیت آن (۶۱خانوار) ۲۷۵نفر
بوده است.